# كرة اليد في الألعاب الأولمبية الصيفية 2000
النتائج النهائية في منافسات كرة اليد في الألعاب الأولمبية الصيفية 2000.